# Mary Anne Driscoll
Mary Anne Driscoll (San Mateo (Californië), 1950) is een Amerikaanse jazzzangeres en -pianiste.

## Biografie
Mary Anne Driscoll is autodidact, tijdens haar schooltijd was ze koorleider. Ze studeerde aan hogescholen in haar geboorteplaats en in San Francisco, ze had ook privélessen bij zangeres Marie Gibson. Ze speelde toen in het muziekcircuit van de San Francisco Bay Area en trad op met improviserende muziekartiesten o.a. in de Keystone Korner.
In de jaren 1970 verhuisde Driscoll naar New York, waar ze samenwerkte met Cecil Taylor en Jimmy Lyons en was ze componist, arrangeur en pianist voor Paul Murphy en Dewey Johnson, met Karen Borca, William Parker en Jay Oliver. Gedurende deze tijd trad Driscoll regelmatig op in Club Ali's Alley en was ze zangeres en pianiste in Ted Daniel's Big Band Energy. In 1981 werden de eerste opnamen gemaakt voor Columbia Records in een duo met Paul Murphy. In 1983 won ze meer titels met Murphy of in een trio met Jimmy Lyons, Dewey Johnson en Karen Borca, ook voor RCA Records met een kwintet onder leiding van Paul Murphy (Cloudburst, 1983).
In de daaropvolgende jaren concentreerde ze zich op het componeren en verhuisde ze naar Maine, waar ze nu woont, waar ze les geeft en optreedt. In 1992 schreef ze vocale titels die ze opdroeg aan Jimmy Lyons en nam ze op met William Parker en Paul Murphy voor Mapleshade Records. In 1996 richtte ze een kwintet op waarmee ze nieuwe muziek speelde, waartoe onder meer Michael Whitehead, Bruce Boege, Jimmy Lyden en Jeff Densmore behoorden. In 2000 trad ze op met de band in Hongarije. In 2003 werd het album Red Snapper uitgebracht bij Cadence Jazz Records. In 2004 volgde bij CIMP Inside Out, waar ze weer samenwerkte met Paul Murphy.
In 2005 en 2006 ontving ze een ASCAP-beurs voor compositie. Haar soloproductie Passage werd vervolgens live opgenomen in Nederland. Ze zong jazzstandards, zoals Bud Powells Tempus Fugit en Benny Golsons I Remember Clifford, originele composities en speelde gratis piano-improvisaties.

## Discografie
- 2003: Red Snapper (Cadence Jazz)
- 2004: Inside Out (CIMP)
- 2008: Passages Vol. 1 (CD Baby); Passages, Vol. 2 (download)